# Oops!
Oops! é uma canção da boy band sul-coreana Super Junior, com a participação do girl group f(x). Foi lançada como parte da versão repackaged do quinto álbum de estúdio do Super Junior, Mr. Simple (como "A-Cha") lançado em 19 de setembro de 2011.

## Antecedentes
A letra da canção foi escrita por Misfit e pelos membros do Super Junior: Eunhyuk, Donghae, Shindong, Leeteuk e Heechul, que também são os únicos que escreveram os versos de rap. SM descreve a música como "uma canção única de rap que mostra os próprios encantos característicos do Super Junior e o destaque das vozes das integrantes do grupo f(x) que é refrescante e tem efeitos sonoros que dão diversão a música".
A canção também apresenta o uso de guitarra e um ácido-som de sintetizador no fundo realizado por Hitchhiker, o produtor e diretor da canção.

## Performances
A canção foi apresentada pela primeira vez no programa Yoo Hee-yeol's Sketchbook da KBS em 30 de setembro de 2011, juntamente com Tiffany do Girls' Generation. A canção também foi realizada durante a Super Show 4 em 19 e 20 de novembro com as integrantes do grupo f(x) Amber, Victoria e Sulli.